# Illice injecta
Illice injecta là một loài bướm đêm thuộc phân họ Arctiinae, họ Erebidae.